# Ephydra urmiana
Ephydra urmiana är en tvåvingeart som beskrevs av Johann Christian Carl Gunther 1899. Ephydra urmiana ingår i släktet Ephydra och familjen vattenflugor.
Artens utbredningsområde är Iran. Inga underarter finns listade i Catalogue of Life.